# Лэнг, Роберт
Ро́берт Лэнг (англ. Robert J. Lang; род. 4 мая 1961) — американский физик, а также мастер и теоретик оригами. Он известен своими сложными и элегантными моделями, наиболее примечательные из них — фигурки насекомых и животных. Долгое время изучал математику оригами и использование компьютера для исследования теории, стоящей за оригами. Он достиг больших успехов в применении оригами к инженерным проблемам. Работы Лэнга, в частности, были использованы при создании первичного зеркала телескопа Джеймса Уэбба.

## Образование и ранние занятия
Лэнг родился в Огайо и вырос в Атланте, Джорджия. В Калифорнийском технологическом институте, где он занимался своей дипломной работой по электротехнике, он встретил свою будущую жену, Диану. Он получил степень магистра электротехники в Стэнфорде и вернулся в Калифорнийский технологический для получения Ph.D. прикладной физики с диссертацией на тему «Полупроводниковые лазеры: новые геометрии и спектральные свойства.» (Semiconductor Lasers: New Geometries and Spectral Properties.)
Лэнг начал работать в Лаборатории реактивного движения НАСА в 1988. Лэнг также работал исследователем в Spectra Diode Labs в Сан-Хосе, Калифорния, и в JDS Uniphase, также в Сан-Хосе.
Лэнг является автором и соавтором более 80 публикаций по полупроводниковым лазерам, оптике, и микросхемной оптоэлектронике, и обладает 46 патентами в данных областях.
В 2001 Лэнг оставляет инженерную деятельность и посвящает всё своё время оригами. Однако, он всё же не теряет связи со своим физическим прошлым: Роберт является главным редактором Journal of Quantum Electronics и консультантом на неполной ставке по лазерам Cypress Semiconductor.
В данное время Лэнг проживает в Аламо, Калифорния.

## Оригами
Лэнг познакомился с оригами в шесть лет, когда учитель исчерпал другие способы занять его в классе. К юности он придумывал свои собственные модели оригами. Лэнг использовал оригами как средство ухода от давления, связанного с предвыпускной учёбой. Во время обучения в Калифорнийском технологическом Лэнг познакомился с другими мастерами оригами, такими как Michael LaFosse, Джон Монтролл, Joseph Wu и Paul Jackson через центр оригами OrigamiUSA.
Во время постдокторской работы в Германии Лэнг со своей женой были очарованы часами с кукушкой в Шварцвальде, и он стал сенсацией в мире оригами, когда сумел успешно сложить такие часы после трёх месяцев разработки схемы и шести часов собственно складывания.
Лэнг использует все достижения современной техники в своём оригами, включая лазерный резак для разметки бумаги для сложных складок.
В математической теории оригами, Лэнг разработал методы алгоритмизации процесса разработки схем оригами, является автором доказательства полноты правил Фудзиты и автором одного из частичных решений задачи о мятом рубле.
Лэнг специализируется на поиске применения своих оригамистских теорий в практических целях.
Среди его успехов — разработка схем складывания подушек безопасности для одного немецкого производителя этих изделий. Он работал совместно с Ливерморской национальной лабораторией в Ливерморе, Калифорния, где команда инженеров разрабатывает мощный космический телескоп со стометровой линзой в виде тонкой мембраны.
Лэнг был привлечен этой группой для разработки способа, который бы позволил уместить огромную линзу, известную как Eyeglass, в маленькую ракету так, чтобы эта линза могла бы быть развёрнута в космосе и не имела бы никаких постоянных меток или складок.
Лэнг является автором и соавтором восьми книг и многих статей об оригами.